# Oxyopidae

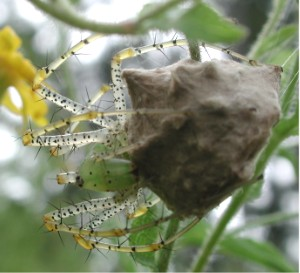
Espécime de Oxyopidae com o seu ninho.

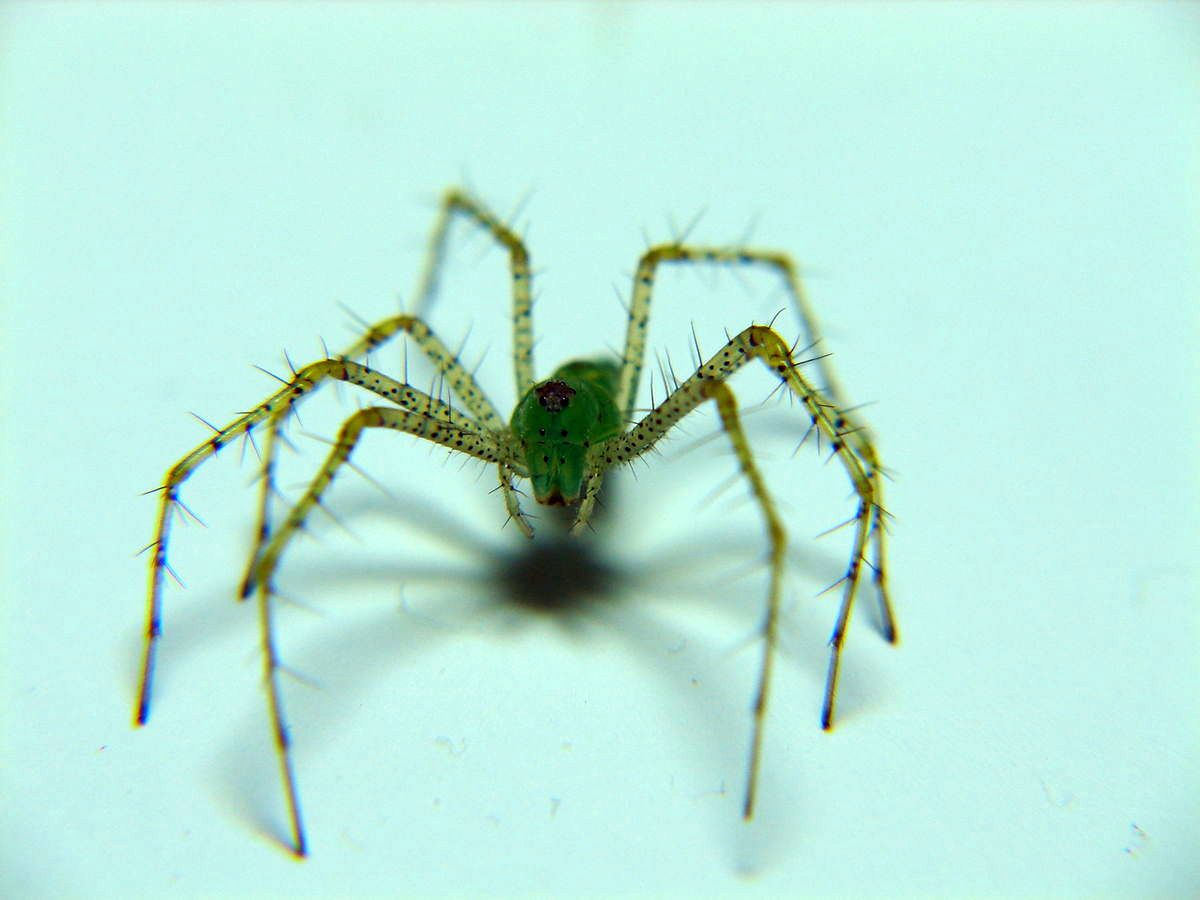
Aranha-lince verde.

Oxyopidae é uma família de aranhas araneomorfas conhecidas popularmente por aranhas-lince. A maioria são espécies das regiões tropicais que vivem sobre a folhagem de plantas e em flores, sendo capazes de correr e saltar facilmente. A família apresenta grandes semelhanças com as famílias Lycosidae e Salticidae.

## Descrição e comportamento
Podem ser diferenciadas de outras espécies de aranhas por ter a carapaça elevada e olhos distintos, além de ter numerosos espinhos nos membros. Muitas espécies são coloridas. O tamanho médio é entre 3 e 25 milímetros. Alimentam-se de insetos e outras aranhas, que são capturados com o indivíduo saltando sobre a presa, comportamento parecido com o das papa-moscas.
No norte da Europa ocorrem três espécies desta família: Oxyopes heterophthalmus, Oxyopes lineatus e Oxyopes ramosus.

## Taxonomia
A família Oxyopidae inclui os seguintes géneros:
- Hamataliwa Keyserling, 1887 (América, China, África, Austrália)
- Hostus Simon, 1898 (Madagascar)
- Megullia Thorell, 1897 (Vietnam)
- Oxyopes Latreille, 1804 (África, América, Austrália, Mediterrâneo à Asia)
- Peucetia Thorell, 1869 (todo o mundo)
- Pseudohostus Rainbow, 1915 (Austrália)
- Schaenicoscelis Simon, 1898 (América do Sul)
- Tapinillus Simon, 1898 (América do Sul)
- Tapponia Simon, 1885 (sul da Ásia)